# SBO (Unternehmen)
Die SBO AG (SBO) mit Sitz in Ternitz ist ein österreichischer börsennotierter Hersteller von Hochpräzisionsteilen für die Oilfield Service-Industrie. Schwerpunkt sind amagnetische Bohrstrangkomponenten für die Richtbohrtechnologie. Darüber hinaus produziert die Gruppe Bohrmotoren und Bohrwerkzeuge. 
SBO beschäftigte per 31. Dezember 2024 weltweit 1.600 Mitarbeiter.

## Geschichte
Die Schoeller-Bleckmann Oilfield Equipment, deren Ausgliederung aus den VEW (Vereinigte Edelstahlwerke AG) 1988 erfolgte, ist eines von mehreren Nachfolgeunternehmen der Schoeller-Bleckmann Stahlwerke und wurde 1995 von der Berndorf AG übernommen. 1997 wurde Schoeller-Bleckmann Oilfield Equipment an der NASDAQ Europe und der Wiener Börse notiert, an der sie unter Schoeller-Bleckmann AG firmiert.
Die Berndorf Industrieholding AG hält 33,6 Prozent an dem seit 2003 ausschließlich an der Wiener Börse notierten Unternehmen. Die restlichen 66,4 Prozent der Anteile befinden sich im Streubesitz. (Stand: 31. Dezember 2024)
Im November 2014 übernahm Schoeller-Bleckmann um bis zu 64 Mio. Euro 67 Prozent am kanadischen Oilfield Service-Unternehmen Resource Well Completion Technologies Inc., mit einer Option für eine Komplettübernahme in drei Jahren. Der Kaufpreis ist abhängig vom Erreichen eines vereinbarten Jahresergebnisses durch Resource. Resource ist ein Anbieter von Downhole Completion Tools und beschäftigt 60 Mitarbeiter in Calgary.
2016 übernahm SBO 68 Prozent am texanischen Ölfeld-Service-Unternehmen Downhole Technology LLC um 103 Millionen US-Dollar (90,5 Millionen Euro), führender Anbieter von patentgeschützten Frac Plugs, zum Komplettieren von Öl- und Gasbohrungen.
Anfang 2024 folgte Klaus Mader Gerald Grohmann als Vorstandsvorsitzender nach, Grohmann war 22 Jahre lang CEO der SBO. Im Juni 2025 wurde ein um 4.000 m² auf insgesamt 12.000 m² erweiterter Produktionsstandort in Vietnam in der Nähe von Ho-Chi-Minh-Stadt
eröffnet.
Seit dem 1. Juli 2025 firmiert Schoeller-Bleckmann Oilfield Equipment AG unter dem neuen rechtlichen Firmennamen SBO AG.

## Produkte
- Non-Magnetic-Drill-Collars (NMDC) sind Bohrstangen aus nichtmagnetischem Stahl, die eingesetzt werden, da sie die empfindlichen elektronischen Geräte und Messinstrumente, die zur Steuerung des Bohrmeißels benötigt werden, nicht stören.[7]
- Untertage-Bohrmotoren für Tiefbohrungen[8]
- Die Tochter Drilling Systems International erzeugt Komponenten, die die Zirkulation der Bohrflüssigkeit im Bohrloch steuern.[9]